# Glossogobius intermedius
Glossogobius intermedius är en fiskart som beskrevs av Aurich, 1938. Glossogobius intermedius ingår i släktet Glossogobius och familjen smörbultsfiskar. IUCN kategoriserar arten globalt som sårbar. Inga underarter finns listade i Catalogue of Life.